# Castelo de La Bourdaisière

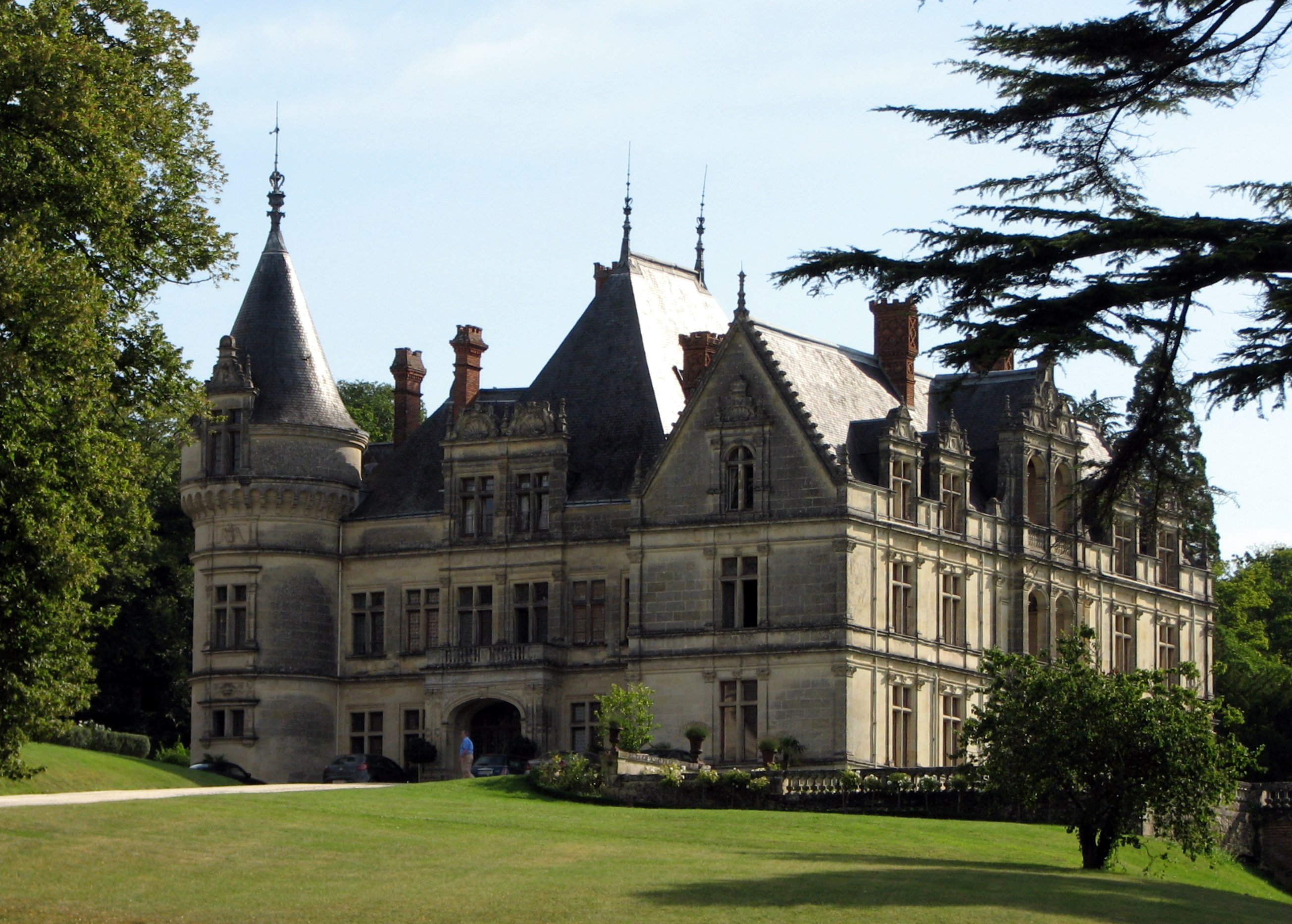
Vista geral do Castelo de La Bourdaisière.

O Castelo de La Bourdaisière (em francês: Château de la Bourdaisière) é um palácio renascentista situado no meio rural, a sudeste de Montlouis-sur-Loire, no departamento de Indre-et-Loire, França. Destruído em grande parte no século XVIII, o edifício foi reconstruído entre os finais desse século e o início do século XIX.
O Castelo de La Bourdaisière está classificado como Monumento Nacional desde Março de 1947 .

## História

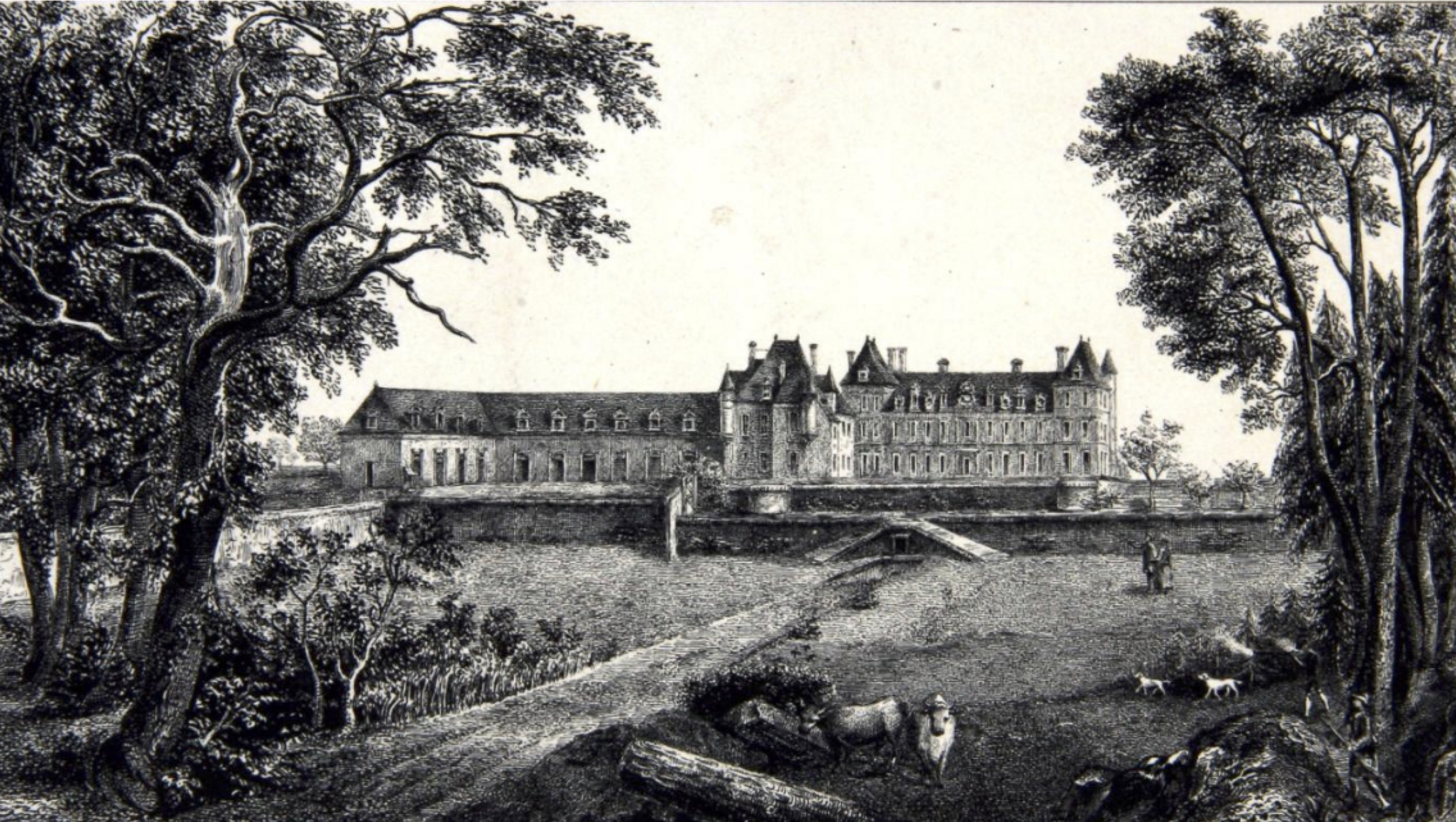
Aspecto do Castelo de La Bourdaisière em 1830

As suas origens remontam ao século XIV, quando era uma fortaleza pertencente a Jean Meingre. Ao longo das gerações seguintes, a propriedade esteve em várias mãos, como as de Nicolas Gaudin, o tesoureiro da rainha, que foi seu proprietário no século XV.
No dia 28 de Abril de 1510, Philibert Babou, Superintendente de Finanças de Francisco I, tornou-se Senhor de la Bourdaisière devido ao seu casamento com Marie Gaudin, amante do rei. Em 1520, este mandou construir um castelo novo, conservando somente uma das torres medievais. Depois da morte de Marie Gaudin, a propriedade ficaria nas mãos da família. A neta de Marie Gaudin, Gabrielle d'Estrées, nasceu no castelo e ela própria iria cresceu até se tornar amante de um outro rei, Henrique IV.
A partir do século XVII, o palácio assistiu a uma sucessão de proprietários. O domínio passou para o Duque de Luynes e depois para Étienne François Choiseul, Duque de Choiseul, o mais poderoso ministro de Luís XV, que se retirou para perto de Amboise após a sua desgraça. Em 1775, o castelo foi parcialmente destruído por ordem do duque, que utilizou as pedras para a construção do Pagode no parque do seu Château de Chanteloup.

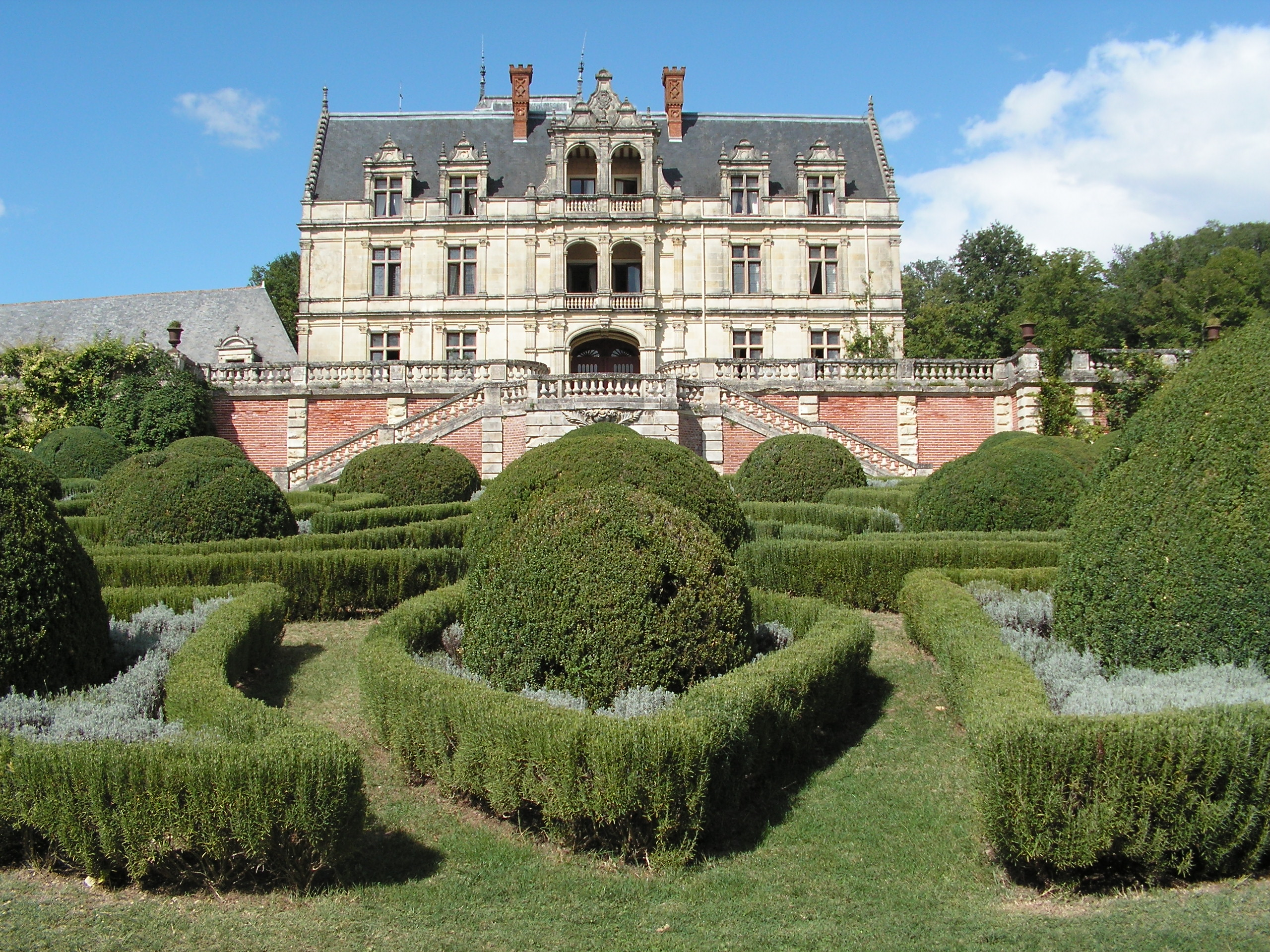
A fachada sul do Castelo de La Bourdaisière.

Deixado em ruínas, em 1786 os terrenos foram vendidos a Louise Adélaïde de Bourbon Penthièvre, antes de se tornar "bem nacional". Durante o Terror, Armand Joseph Dubernad começou a reconstrução do palácio.
A recuperação foi continuada pelo Barão Joseph Angelier, o qual adquiriu a propriedade em 1802 e decidiu empreender uma maciça reconstrução do castelo em estilo renascentista. O trabalho interior seria completado pelo seu filho, Gustave Angelier. Apesar de ser um pequeno castelo, quando comparado com os grandes castelos dos reis e com alguns dos construídos por outros nobres ricos, é uma magnífica construção renascentista enquadrada em jardins franceses tradicionais.
Em 1923, o castelo foi vendido a uma rica americana, a Sra. de Mérinville, que o vendeu em 1938. Durante a Segunda Guerra Mundial, o castelo foi ocupado pelo nazis. Depois da guerra, uma falta de fundos do seu proprietário fez com que se tornasse gravemente degradado. Em 1959, o seu recheio foi leiloado e o governo transformou-o num lar para os idosos.
O edifício foi novamente vendido em 1988, desta vez a um advogado, François Michaud, que manteve a sua posse até 1991, quando foi adquirido pelo seu actual proprietário, o Príncipe de Broglie, que realizou importantes melhorias e modernização. Em 2003, o Château de la Bourdaisière ganhou atenção considerável na América do Norte, como o principal local para a gravação do programa televisivo Joe Millionaire.

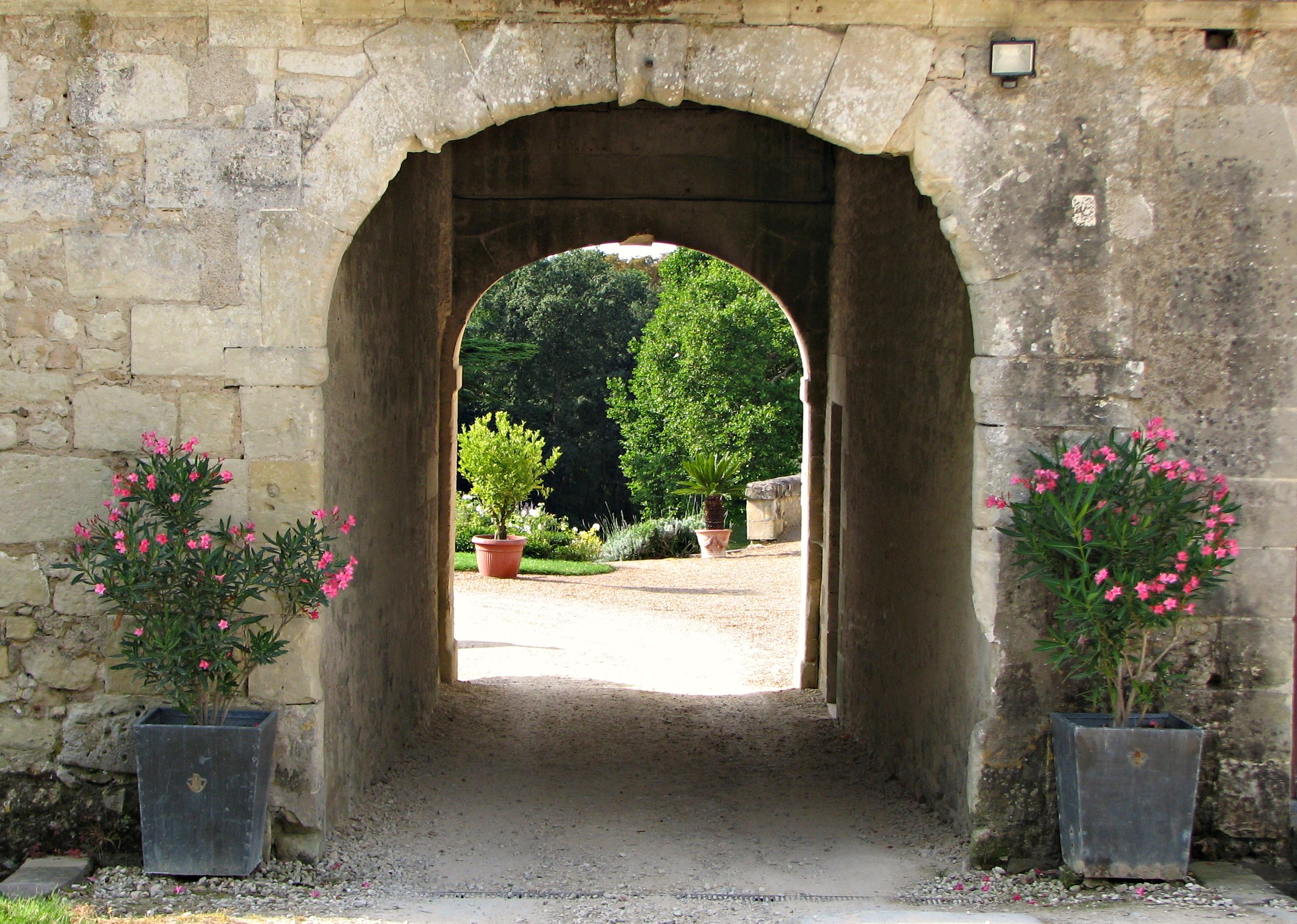
Entrada do castelo
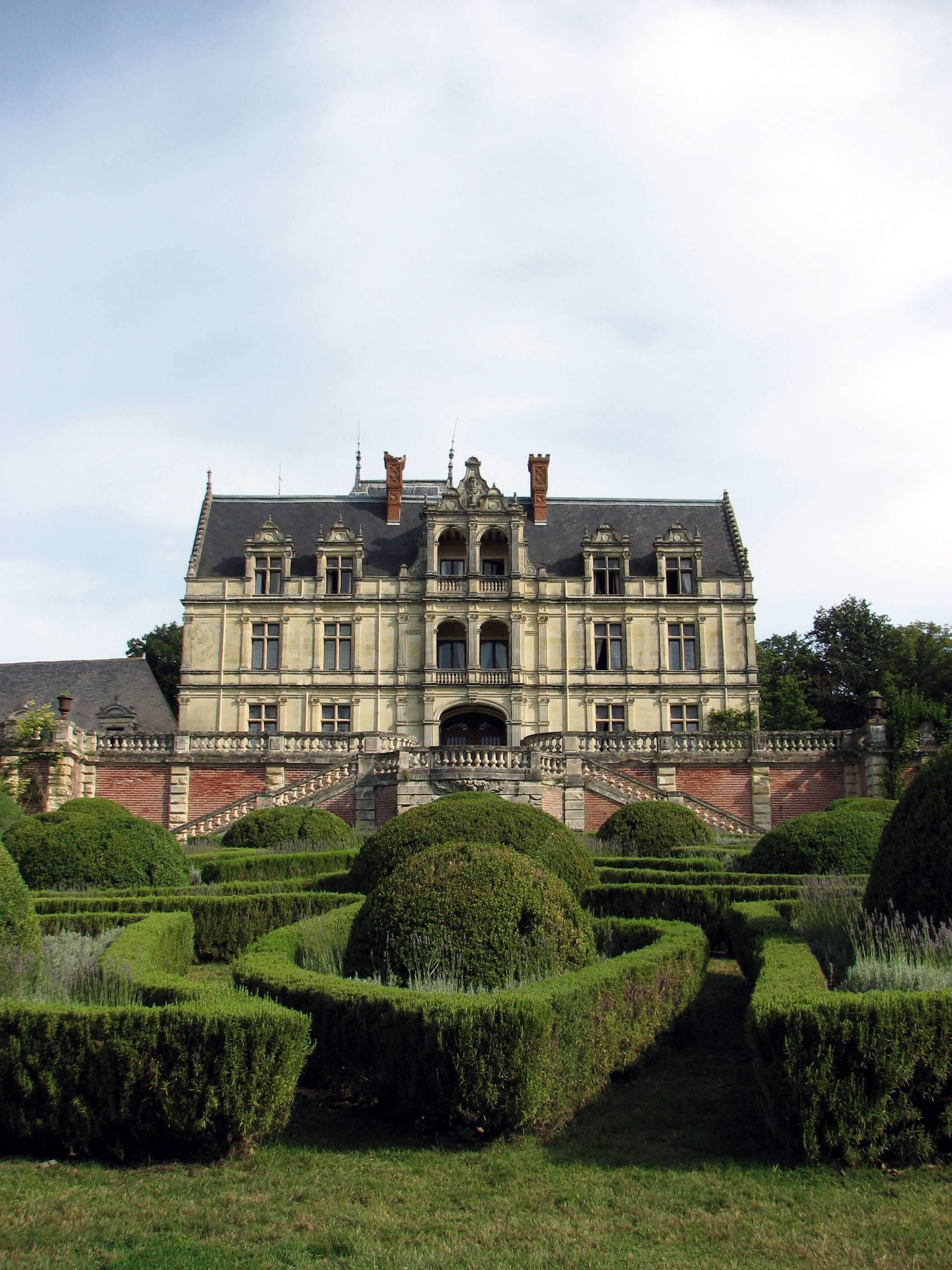
Fachada sul e jardim
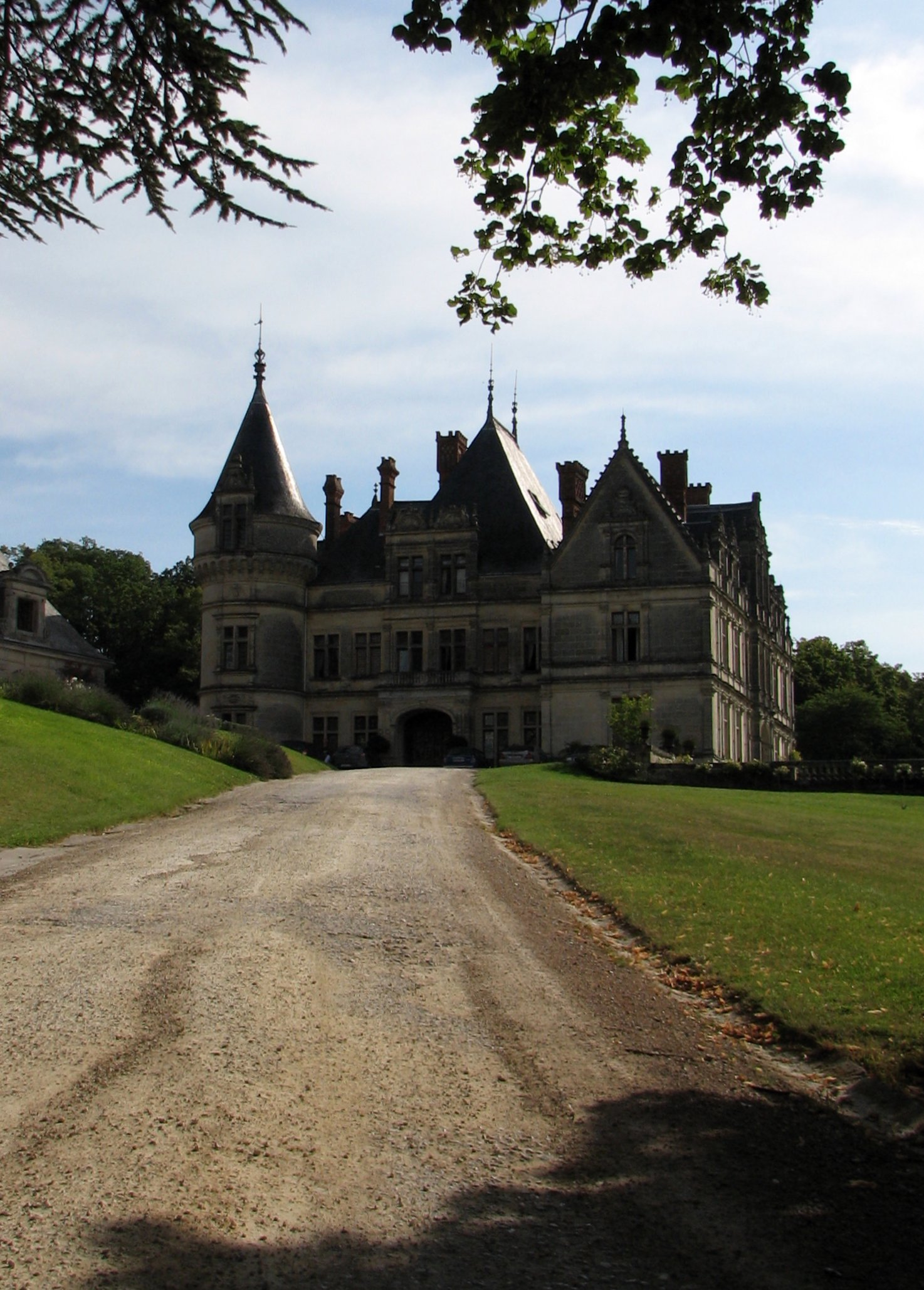
Fachada oeste
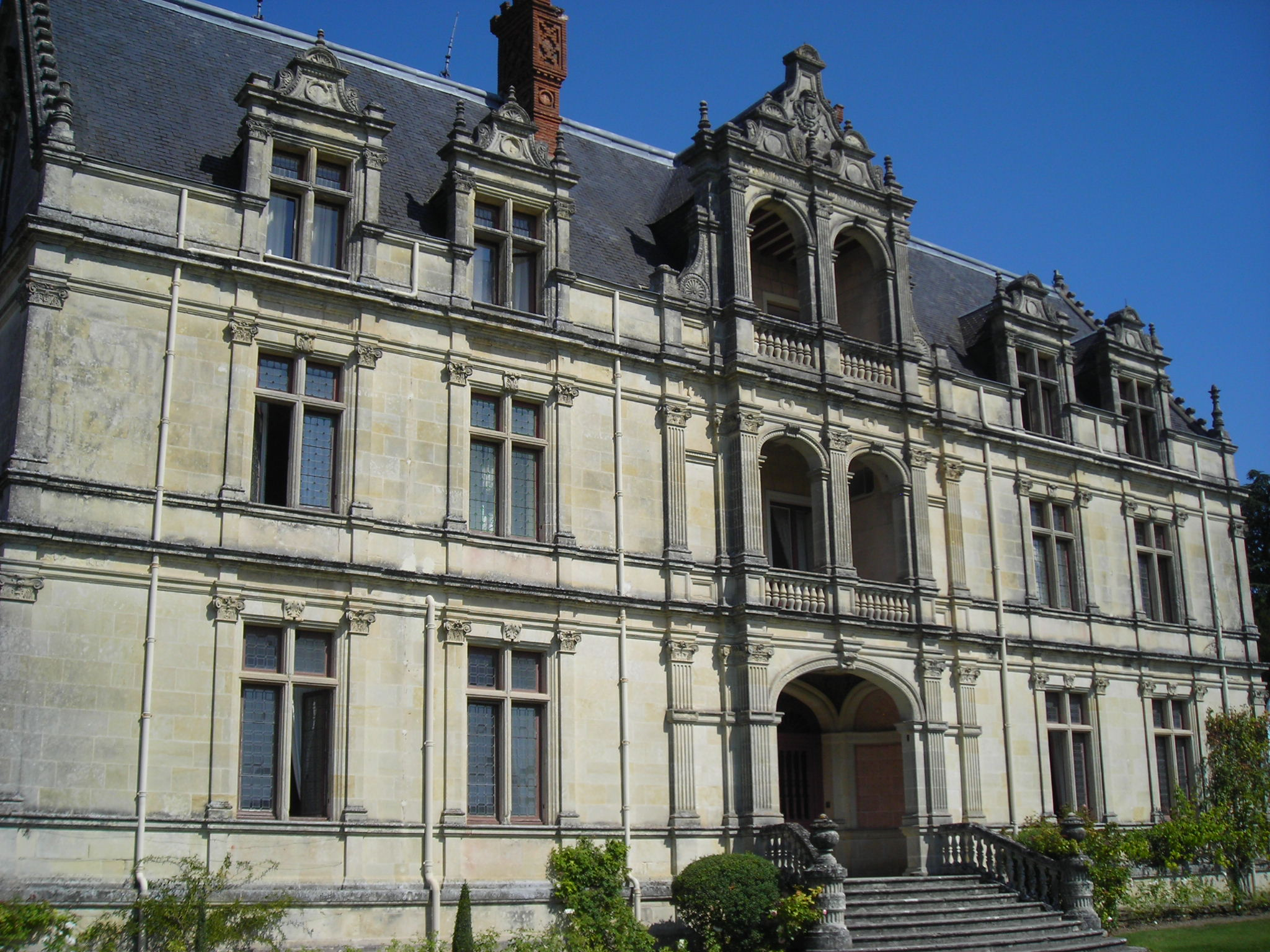
Fachada sul
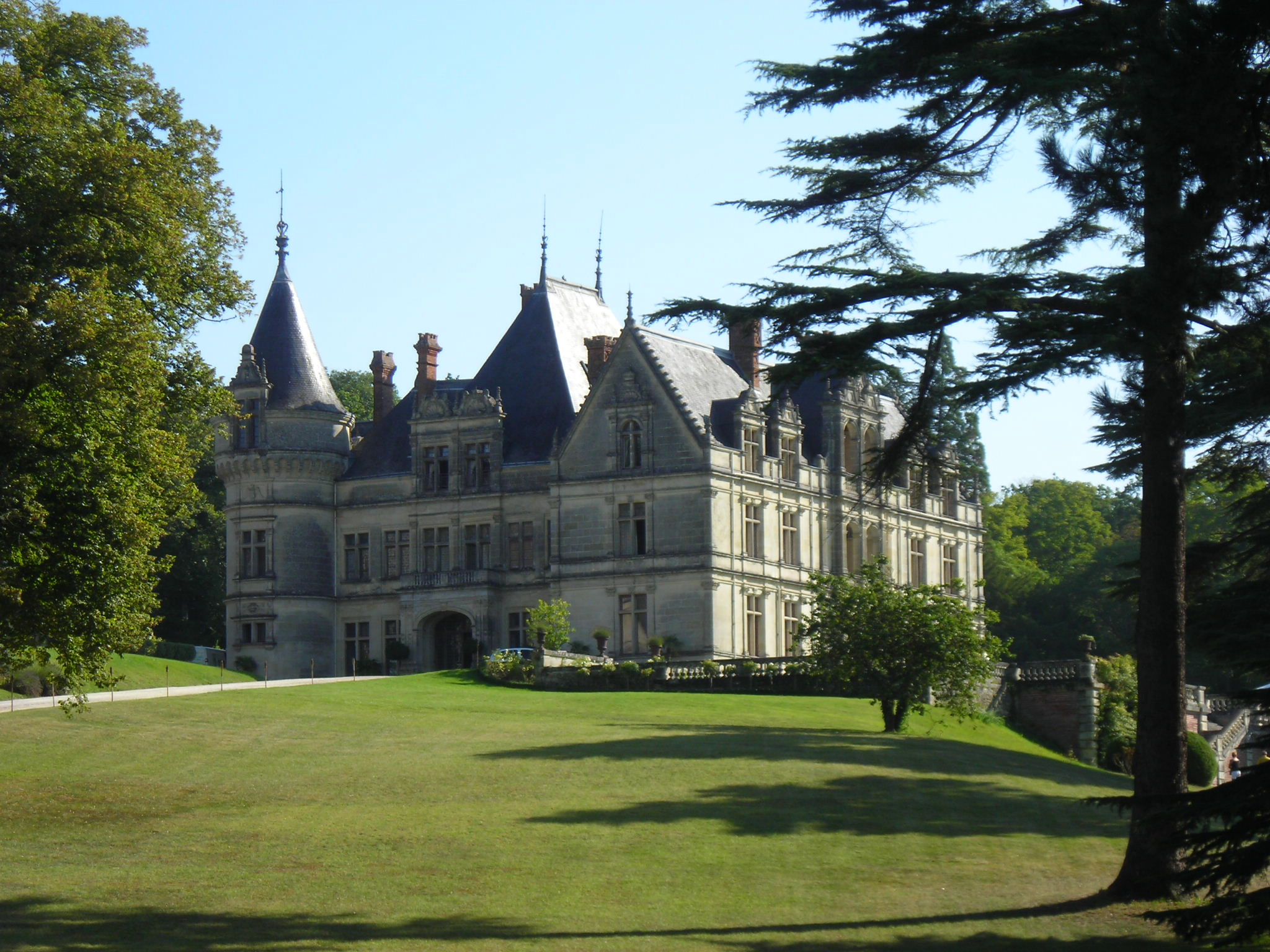
O palácio visto de sudoeste